# Nicolas Djomo Lola
Nicolas Djomo Lola (Lushimapenge, 3 juli 1944) is een Congolees rooms-katholiek geestelijke en bisschop.
Hij werd in 1972 tot priester gewijd en werd in 1997 benoemd tot bisschop van Tshumbe als opvolger van Albert Tshomba Yungu. Hij nam deel aan de Afrikaanse bisschoppensynode in 2009 en was tussen 2008 en 2016 voorzitter van de Congolese bisschoppenconferentie.